# Jean Leduc (Pianist)
Jean Gabriel Leduc (* 14. Juni 1910 in Montreal; † 15. April 2008 in Mont-Saint-Hilaire) war ein kanadischer Organist, Pianist und Musikpädagoge.

## Leben
Leduc studierte von 1922 bis 1927 Klavier bei Victoria Cartier und Romain-Octave Pelletier und von 1927 bis 1930 in Paris Orgel bei Paul Loyonnet und Marcel Dupré. Von 1930 bis 1932 war er Klavierschüler von E. Robert Schmitz in Hollywood. Von 1935 bis 1940 war er offizieller Pianist des College Supérieur De Montréal und trat als Solist, Klavierbegleiter und Kammermusiker auf.
Mit seinem Bruder Roland Leduc und dessen Frau Annette Lasalle-Leduc bildete Leduc das Trio Leduc. Als Gast trat er außerdem häufig mit dem Jean Lallemand Quartet und dem Hart House String Quartet auf. In Kalifornien trat er u. a. mit dem Budapest Quartet, dem Pro Arte Quartet und dem San Francisco Quartet sowie zwischen 1940 und 1942 mit Darius Milhaud auf. 
Ab 1940 war Leduc Kodirektor der Klavierschule seines ehemaligen Lehrers E. Robert Schmitz, mit dessen Tochter, der Musikwissenschaftlerin Monique er verheiratet war. Daneben unterrichtete er von 1945 bis 1952 an der San Francisco State College. 1950 übernahm er eine Lehrtätigkeit an der École normale de musique in Montreal, wohin er 1956 übersiedelte. Als Klavierlehrer wirkte er von 1961 bis 1977 am Conservatoire de musique du Québec und danach bis 1980 an der Université du Québec à Montréal.
Neben Leducs Bruder Roland wurde auch sein Cousin Pierre Rolland als Musiker bekannt. Nicht zu verwechseln ist er mit dem gleichnamigen Schriftsteller Jean Leduc, der auch als Organist aktiv war und Aufnahmen einspielte.